# اللجنة الوطنية للعدالة الانتقالية (سوريا)
الهيئة الوطنية للعدالة الانتقالية National Commission for Transitional Justice هي هيئة حكومية سورية مُكلفة بمعالجة انتهاكات حقوق الإنسان السابقة، وضمان المساءلة، ودعم المصالحة الوطنية. أُنشئت اللجنة عام 2025 للمساهمة في تحقيق العدالة والتعافي في أعقاب انتهاكات نظام الأسد.

## خلفية
بعد سنوات من الصراع والانتهاكات المنهجية لحقوق الإنسان خلال الحرب الأهلية السورية، تزايدت الدعوات إلى إنشاء آلية وطنية لمعالجة آثار الانتهاكات الماضية. وبرزت العدالة الانتقالية كمطلب رئيسي لمجموعات الضحايا ومنظمات المجتمع المدني والهيئات الدولية الساعية إلى المساءلة والمصالحة.

## التأسيس
أُنشئت اللجنة في 17 مايو 2025 بموجب المرسوم رقم 20 لسنة 2025، الصادر عن الرئيس أحمد الشرع. وعُيّن عبد الباسط عبد اللطيف رئيس اللجنة، وأُعطي مهلة 30 يومًا من تاريخ المرسوم لتشكيل فريق عمل ووضع اللائحة الداخلية اللازمة لعمل اللجنة. ورحب المفوض السامي للأمم المتحدة لحقوق الإنسان فولكر تورك بتشكيل اللجنة وقال إن تشكيلها يشكل خطوة أساسية نحو بناء مستقبل أفضل لجميع السوريين.  ورحب الاتحاد الأوروبي بتشكيل اللجنة، ووصفها بأنها خطوة مهمة نحو العدالة الشاملة والحقيقة التي يستحقها الشعب السوري.

## التفويض
تشمل المسؤوليات الأساسية للجنة ما يلي:
- كشف الحقيقة بشأن الانتهاكات الجسيمة التي ارتكبت في عهد النظام السابق.
- التنسيق مع المؤسسات ذات الصلة لمحاسبة الجناة.
- تقديم التعويضات للضحايا وأسرهم.
- تعزيز ضمانات عدم التكرار ودعم عمليات المصالحة الوطنية.

وقال مسؤول سوري لوكالة رويترز في 18 مايو إن إبراهيم حويجة سيكون من بين الذين سيمثلون للمحاكمة. 

## الوضع القانوني والبنية
تتمتع الهيئة بالشخصية الاعتبارية الكاملة والاستقلال الإداري والمالي، وتمارس مهامها على كامل التراب السوري.

## الانتقاد
وُجّهت انتقادات إلى اللجنة لتركيزها حصريًا على الفظائع التي ارتكبها النظام البعثي، مما أثار مخاوف بشأن استبعادها ضحايا الفصائل الأخرى خلال الحرب الأهلية، بما في ذلك قوات المعارضة. كما تساءل النقاد عما إذا كان نطاق تفويض اللجنة سيتسع ليشمل أعمال العنف التي ارتكبتها القوات المرتبطة بالسلطات الجديدة.
وذكرت هيومن رايتس ووتش أن "ولاية لجنة العدالة الانتقالية، كما هو منصوص عليه في المرسوم، ضيقة بشكل مثير للقلق وتستبعد العديد من الضحايا"، وأن "المرسوم يقتصر على تركيزه على الجرائم التي ارتكبتها نظام الأسد السابق، مستبعدًا ضحايا الانتهاكات التي ارتكبتها جهات فاعلة من غير الدول"، مضيفة أن "الفظائع الأخيرة والخطاب الطائفي المتزايد يؤكدان على الحاجة الملحة إلى عملية عدالة انتقالية شاملة - واحدة لجميع السوريين، وليس فقط لبعضهم".